# Joe Wieskamp
Joseph Hinman „Joe” Wieskamp (ur. 23 sierpnia 1999 w Muscatine) – amerykański koszykarz, występujący na pozycjach rzucającego obrońcy lub niskiego skrzydłowego.
W 2017 wziął udział w turnieju Adidas Nations (6. miejsce) oraz Adidas Eurocampie. Został też wybrany najlepszym zawodnikiem szkół średnich stanu Iowa (Iowa Gatorade Player of the Year - 2017, 2018, Iowa Mr. Basketball - 2018).
W 2021 reprezentował San Antonio Spurs podczas rozgrywek letniej ligi NBA w Las Vegas i Salt Lake City.
4 marca 2022 jego kontrakt został przekonwertowany na standardową umowę z klubem Spurs. 27 stycznia 2023 został zawodnikiem Wisconsin Herd. 11 lutego 2023 zawarł umowę z Toronto Raptors. 14 sierpnia 2023 dołączył do Dallas Mavericks. 14 października 2023 został zwolniony. 

## Osiągnięcia
Stan na 1 listopada 2023, na podstawie, o ile nie zaznaczono inaczej.
NCAA
- Uczestnik rozgrywek II rundy turnieju NCAA (2019, 2021)
- Zaliczony do:
  - I składu:
    - najlepszych pierwszorocznych zawodników Big 10 (2019)
    - Academic All-Big Ten (2020)

  - II składu Big Ten (2021)
  - III składu Big Ten (2020)
- Lider Big 10 w skuteczności rzutów wolnych (85,6% – 2021)[8]
- Zawodnik tygodnia Big Ten (15.02.2021)
- Najlepszy pierwszoroczny zawodnik tygodnia Big Ten (21.01.2019, 4.02.2019)